# Паникс
Паникс (нем. Panixerpass, романш. Pass dil Veptga) — высокогорный перевал в Гларнских Альпах (Швейцария), соединяющий долину Зернфталь (Sernftal) в кантоне Гларус с долиной Переднего Рейна (Фордеррайнталь, нем. Vorderrheintal) в кантоне Граубюнден.
Высота перевала — 2 407 метров над уровнем моря. Через перевал ведёт тропа. На седловине перевала расположен горный приют (альпийская хижина).
Ближайшие к перевалу населённые пункты: деревня Эльм (нем. Elm) в долине Зернфталь (Sernftal) и деревня Пиньиу (романш. Pigniu) в долине Переднего Рейна. До строительства автодорог и тоннелей перевал являлся важным маршрутом из Гларуса в Италию.

## Переход войск Суворова через перевал Паникс в 1799 году

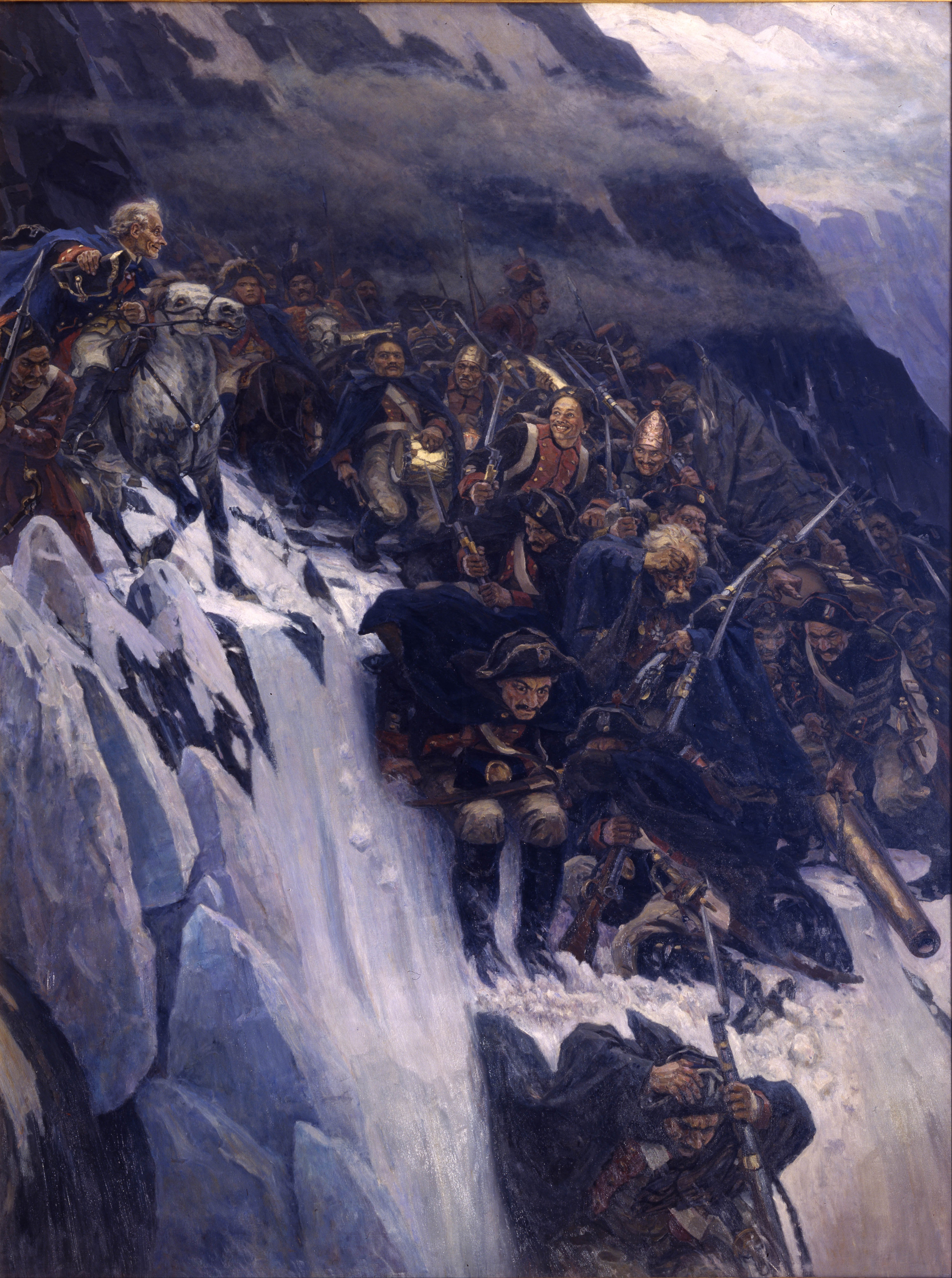
Переход Суворова через Альпы. Картина Сурикова, 1899 год

Через перевал Паникс, из Гларуса в Граубюнден, 25 сентября (6 октября) и 26 сентября (7 октября) 1799 года был осуществлён переход русских войск под командованием фельдмаршала Александра Васильевича Суворова, участвовавших в войне Второй коалиции через Альпы, в направлении Австрии. Войска шли через перевал по глубокому снегу, в густом тумане, при снегопаде и сильном ветре. На перевале установлена памятная табличка в честь этого перехода. В деревне Эльм, расположенной у подножия перевала, имеется «Дом Суворова» (нем. Suworow Haus), в котором останавливался фельдмаршал. По маршруту прохождения русских войск организована историко-туристическая тропа «Суворов вег» (нем. Suworow-Weg), протяжённостью 15 км.

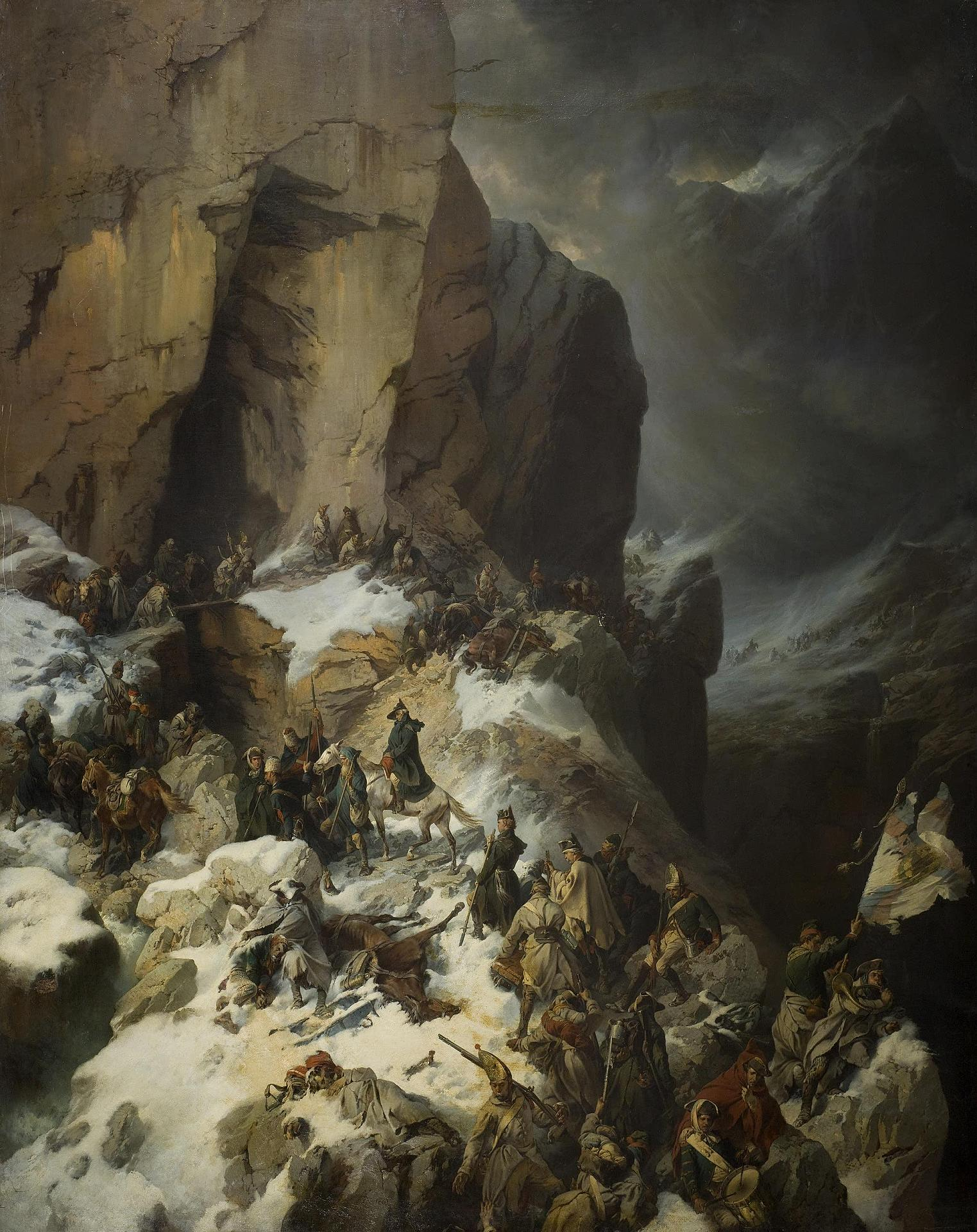
Переход русских войск через Паникс в Альпах, картина Александра Коцебу

## Фотографии

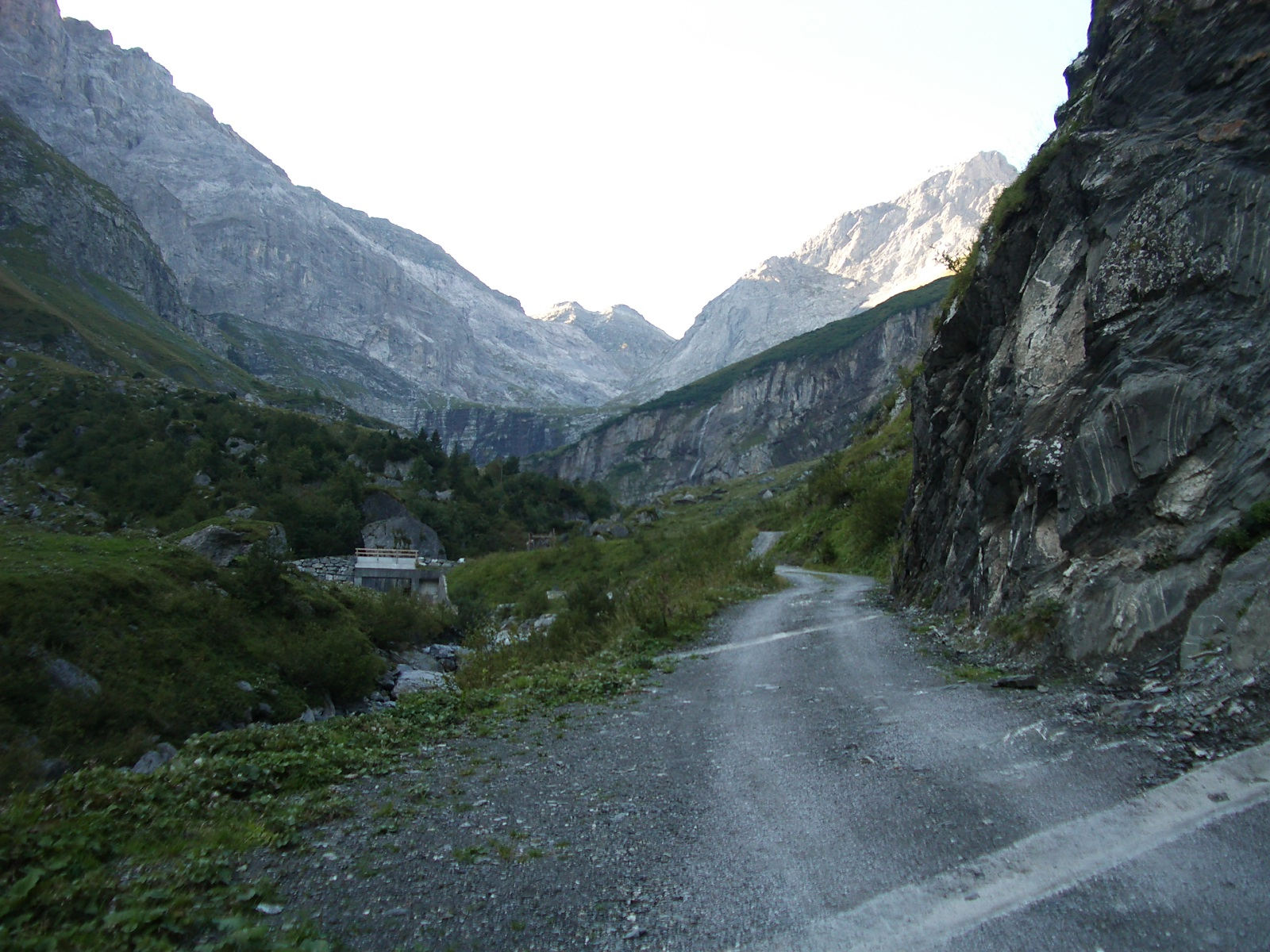
Спуск в направлении Гларуса
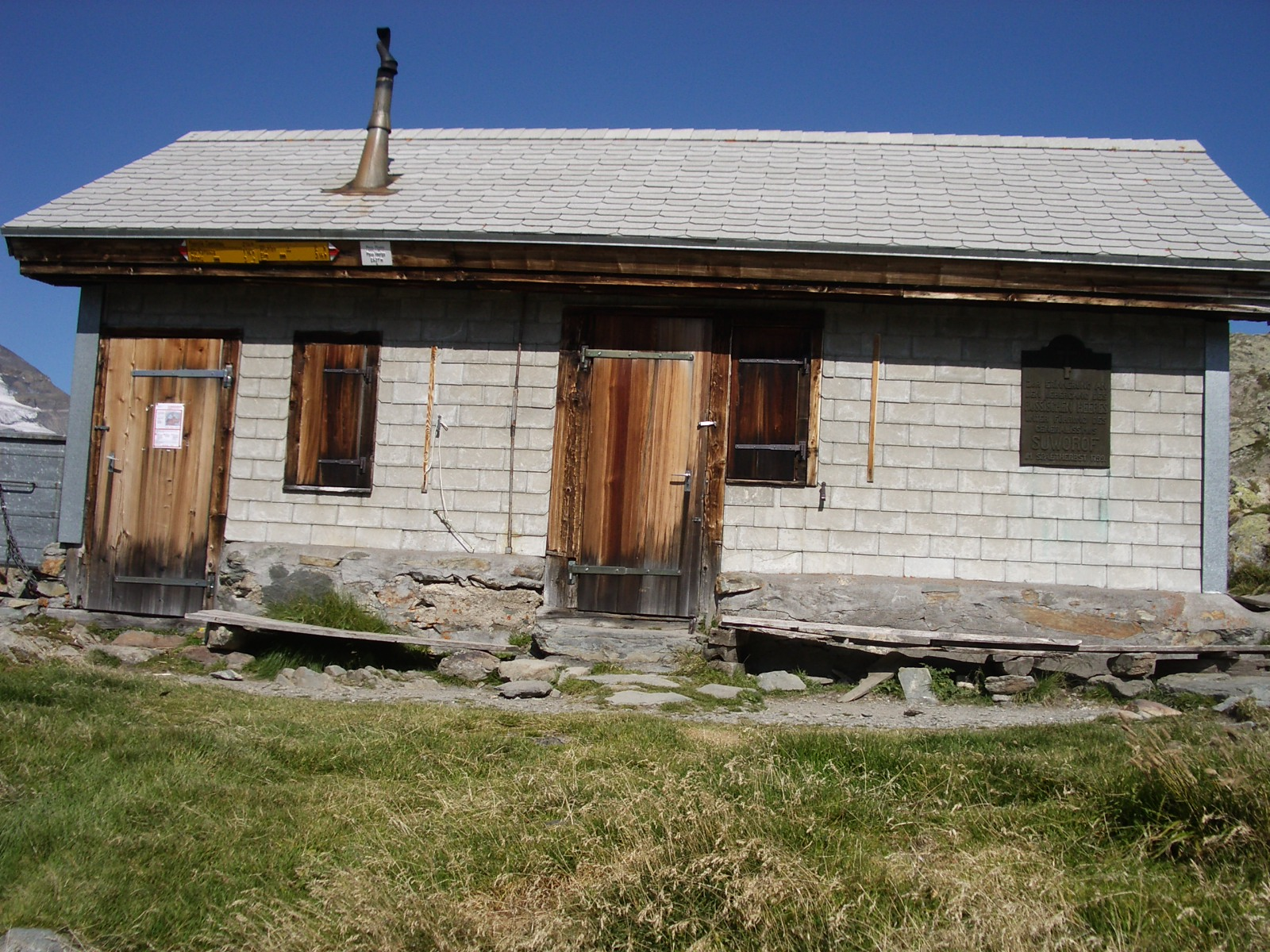
Горный приют на перевале
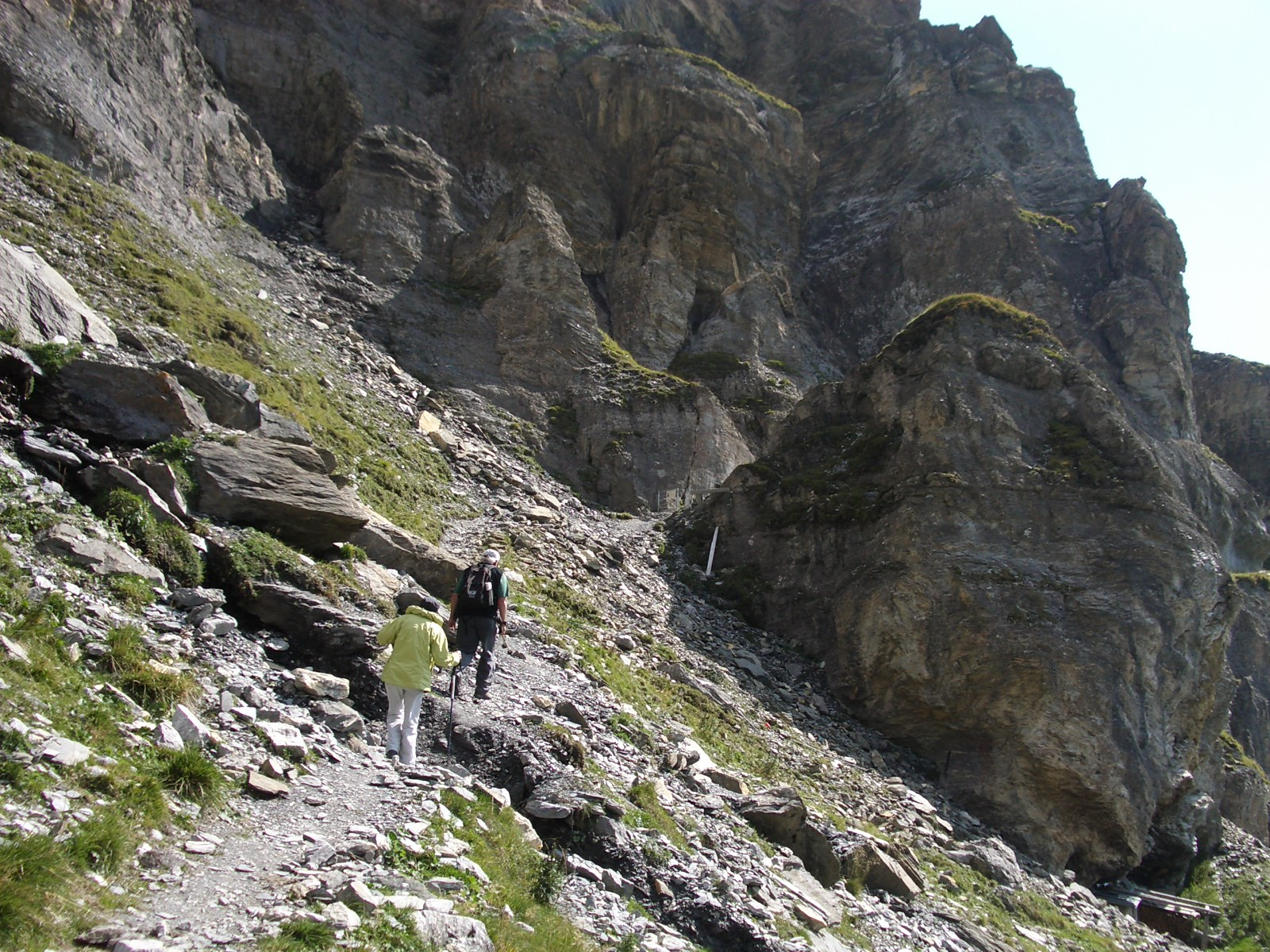
Тропа на перевал со стороны Граубюндена
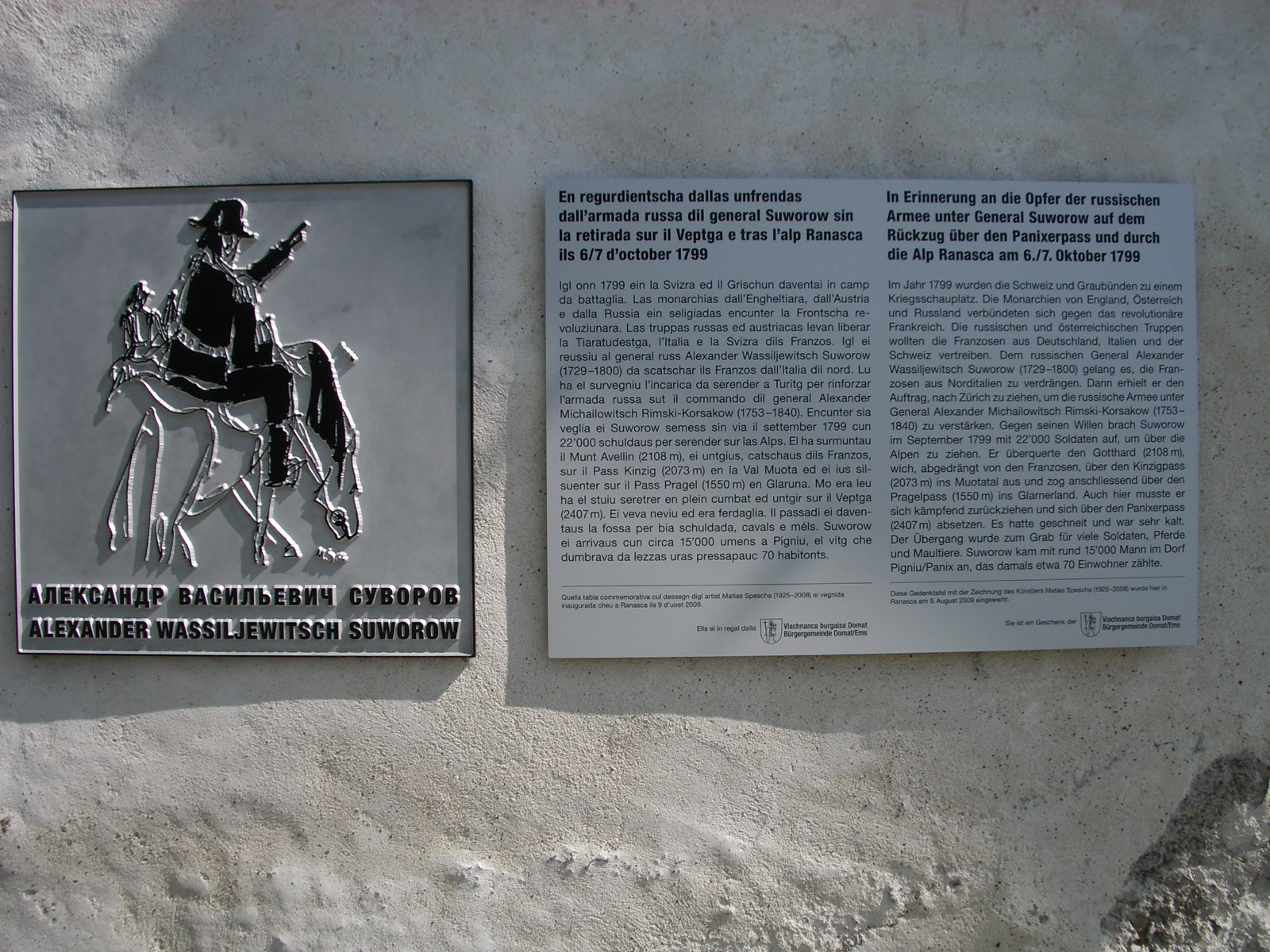
Памятная табличка о походе Суворова на стене альпийской хижины Альп Ранаска (Alp Ranasca)
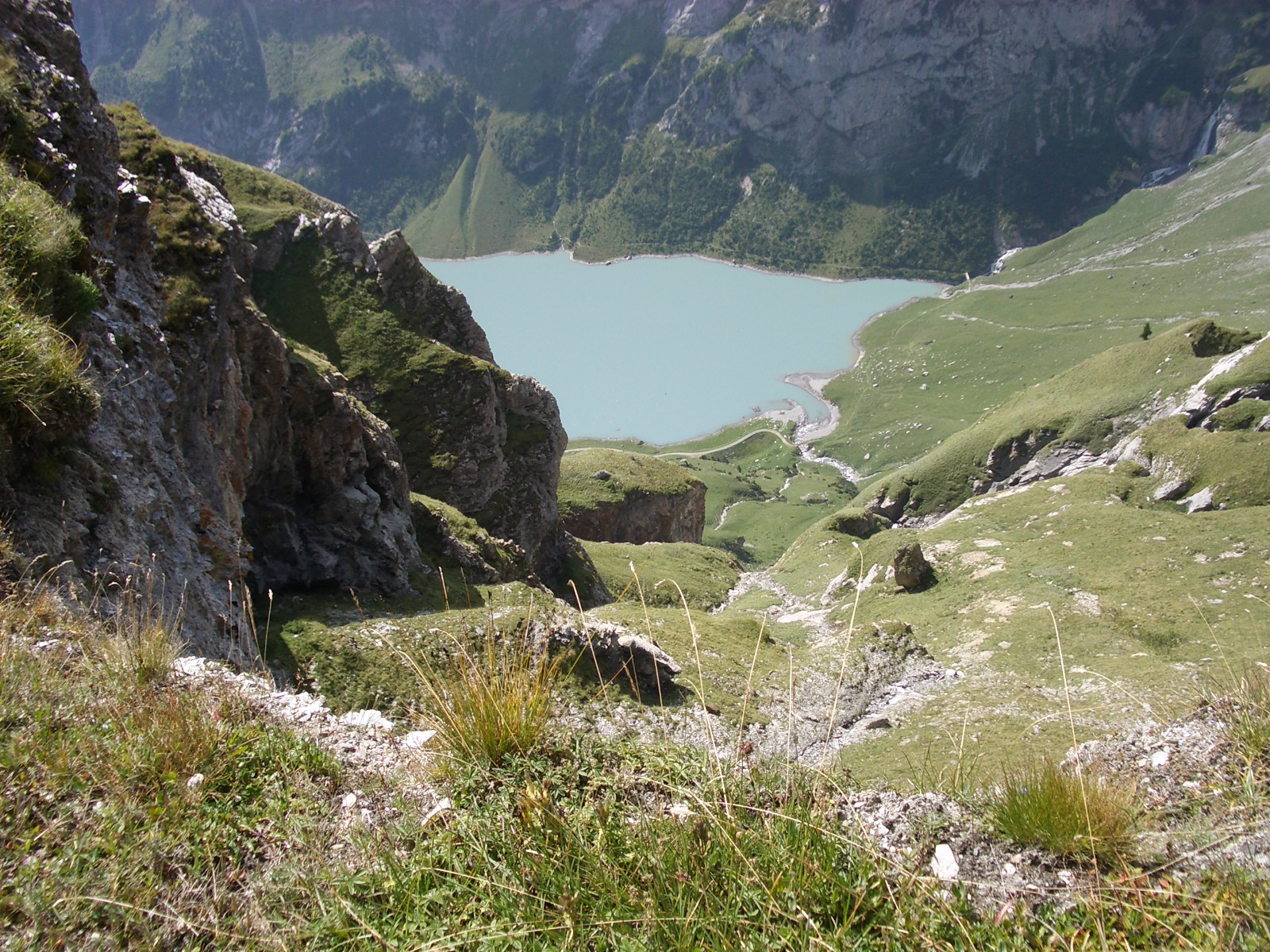
Вид на озеро Lag da Pigniu (Stausee Lag da Pigniu)